# 長門粟野站
長門粟野站（日语：／ Nagato-Awano eki */?）是位於山口縣下關市豐北町大字粟野，西日本旅客鐵道（JR西日本）的山陰本線車站。在此站至幡生站之間均位於下關市內。

## 歷史
- 1930年（昭和5年）12月7日 - 美禰線長門古市站至阿川站之間開業，車站啟用。為客運和貨運車站。
  - 當時車站地址為山口縣豐浦郡粟野村（日语：粟野村 (山口県)）。
- 1933年（昭和8年）2月24日 - 包含此站在內，部分美禰線編入至山陰本線，成為山陰本線車站。
- 1955年（昭和30年）4月1日 - 隨著豐北町（日语：豊北町）成立，車站地址為山口縣豐浦郡豐北町大字粟野。
- 1963年（昭和38年）6月1日 - 終止貨物起卸業務。
- 1987年（昭和62年）4月1日 - 伴隨國鐵分割民營化，車站由西日本旅客鐵道（JR西日本）營運。
- 2005年（平成17年）2月13日 - 隨著下關市（第二次）成立，車站地址為現時位置。
- 2017年（平成29年）4月15日 - 車站月台變為1面1線的單式月台

## 車站構造
車站是一座地面車站，設有1面1線的島式月台，曾經設有1面2線的島式月台。月台與車站大樓之間設有無上蓋的跨線橋，靠近車站大樓一方的路軌已經撤走。車站設有車站大樓和廁所。
車站由長門鐵道部管理的無人車站。

## 使用狀況
以下為近年1日平均乘車人次列表：
| 乘車人次變化 | 乘車人次變化    |
| 年度         | 1日平均乘車人次 |
| ------------ | --------------- |
| 1999         | 103             |
| 2000         | 97              |
| 2001         | 70              |
| 2002         | 71              |
| 2003         | 58              |
| 2004         | 53              |
| 2005         | 49              |
| 2006         | 32              |
| 2007         | 29              |
| 2008         | 25              |
| 2009         | 22              |
| 2010         | 27              |
| 2011         | 26              |
| 2012         | 28              |
| 2013         | 27              |
| 2014         | 22              |
| 2015         | 18              |
| 2016         | 19              |
| 2017         | 21              |
| 2018         | 17              |

## 車站周邊
車站設有數間商店。車站周邊為粟野地區村落，位於下關市北邊，以東約1公里進行長門市範圍。
- 粟野港（粟野漁港） - 曾經設有渡輪跨越油谷灣（日语：油谷湾），連接久津港（前大津郡油谷町（日语：油谷町））。
- 粟野郵局
- 粟野川（日语：粟野川 (山口県)） - 在河口附近開採特產青海苔。
- 國道191號（日语：国道191号）
- 縣道豐田粟野港線（日语：山口県道269号豊田粟野港線）

## 相鄰車站
西日本旅客鐵道
■山陰本線
伊上－長門粟野－阿川

## 注腳
1. ↑  山口縣統計年鑑

## 外部連結
- 長門粟野｜車站資訊：JR出門網 - 西日本旅客鐵道